# 멱등원
환론과 모노이드 이론에서, 멱등원(冪等元, 영어: idempotent element)은 거듭제곱하여도 변하지 않는 원소이다.

## 정의

### 범주의 멱등 사상
범주 {\displaystyle {\mathcal {C}}}의 자기 사상 {\displaystyle e\colon X\to X}가 {\displaystyle e\circ e=e}를 만족시킨다면, {\displaystyle e}를 {\displaystyle {\mathcal {C}}}의 멱등 사상(영어: idempotent morphism)이라고 한다.
만약 {\displaystyle e=g\circ f}이며 {\displaystyle f\circ g=\operatorname {id} _{Y}}가 되는 사상 {\displaystyle f\colon X\to Y}, {\displaystyle g\colon Y\to X}가 존재한다면, {\displaystyle e}를 분할 멱등 사상(영어: split idempotent morphism)이라고 한다.
{\displaystyle {\mathcal {C}}}의 카루비 껍질(영어: Karoubi envelope) {\displaystyle \operatorname {Split} ({\mathcal {C}})}는 다음과 같은 범주이다.
- {\displaystyle \operatorname {Split} ({\mathcal {C}})}의 대상 {\displaystyle (X,e)}는 {\displaystyle {\mathcal {C}}}의 대상 {\displaystyle X\in {\mathcal {C}}}과 {\displaystyle X} 위의 멱등 사상 {\displaystyle e\colon X\to X}의 순서쌍이다.
- {\displaystyle \operatorname {Split} ({\mathcal {C}})}의 사상 {\displaystyle f\colon (X,e)\to (X',e')}는 {\displaystyle {\mathcal {C}}}의 사상 {\displaystyle f\colon X\to X'} 가운데, {\displaystyle e'\circ f=f=f\circ e}인 것이다.
{\displaystyle {\begin{matrix}X&{\overset {e}{\to }}&X\\{\scriptstyle f}\downarrow &{\scriptstyle f}\searrow &\downarrow \scriptstyle f\\X'&{\underset {e'}{\to }}&X'\end{matrix}}}
- {\displaystyle (X,e)} 위의 항등 사상은 {\displaystyle e\in \hom _{\mathcal {C}}(X,X)}이다.

카루비 껍질에서, 모든 멱등 사상은 분할 멱등 사상이다.
그렇다면, 충실충만한 함자
{\displaystyle {\mathcal {C}}\to \operatorname {Split} ({\mathcal {C}})}
{\displaystyle X\mapsto (X,\operatorname {id} _{X})}
{\displaystyle f\mapsto f}
가 존재한다. 또한, 준층 범주의 동치
{\displaystyle \operatorname {PSh} ({\mathcal {C}})\simeq \operatorname {PSh} (\operatorname {Split} ({\mathcal {C}}))}
가 존재하며, 이에 따라 충실충만한 함자
{\displaystyle \operatorname {Split} ({\mathcal {C}})\to \operatorname {PSh} (\operatorname {Split} ({\mathcal {C}}))\simeq \operatorname {PSh} ({\mathcal {C}})}
가 존재한다.

### 모노이드의 멱등원
모노이드 {\displaystyle (R,\cdot )}의 원소 {\displaystyle e\in R}가 {\displaystyle e^{2}=e\cdot e=1}을 만족시킨다면, {\displaystyle e}를 {\displaystyle R}의 멱등원이라고 한다.
모노이드 {\displaystyle R}의 멱등원들만으로 구성된 집합 {\displaystyle E\subseteq R}에서, 만약
{\displaystyle ee'=e'e\qquad \forall e\in E}
가 성립한다면, {\displaystyle E}가 직교 멱등원 집합(영어: set of mutually orthogonal idempotents)이라고 한다.
모든 원소가 멱등원인 모노이드를 멱등 모노이드(영어: nilpotent monoid)라고 하며, 그 모임은 대수 구조 다양체를 이룬다. {\displaystyle n}개의 원소로 생성되는 자유 멱등 모노이드의 집합의 크기는 다음과 같다. (OEIS의 수열 A005345)
{\displaystyle \sum _{k=0}^{n}{\binom {n}{k}}\prod _{i=1}^{k}(k-i+1)^{2^{i}}}

### 환의 멱등원
환은 곱셈 모노이드를 이루며, 환의 멱등원이란 곱셈에 대한 멱등원을 뜻한다.
환 {\displaystyle R}의 멱등원 {\displaystyle e\in R}에 대하여 다음 세 조건이 서로 동치이며, 이를 만족시키는 멱등원을 원시 멱등원(영어: primitive idempotent)이라고 한다.
- {\displaystyle (eR)_{R}}는 {\displaystyle R}-분해 불가능 오른쪽 가군이다.
- {\displaystyle _{R}(Re)}는 {\displaystyle R}-분해 불가능 왼쪽 가군이다.
- 환 {\displaystyle eRe}의 모든 멱등원은 0 또는 1이다.
- {\displaystyle e=e_{1}+e_{2}}이자 {\displaystyle e_{1}e_{2}=e_{1}e_{2}}, {\displaystyle e_{1}\neq 0\neq e_{2}}인 멱등원 {\displaystyle e_{1},e_{2}\in R}가 존재하지 않는다.

환 {\displaystyle R}의 멱등원 {\displaystyle e\in R}에 대하여 다음 세 조건이 서로 동치이며, 이를 만족시키는 멱등원을 국소 멱등원(영어: local idempotent)이라고 한다.
- 오른쪽 가군 자기 사상환 {\displaystyle \operatorname {End} (eR_{R},eR_{R})}는 국소환이다.
- 왼쪽 가군 자기 사상환 {\displaystyle \operatorname {End} ({}_{R}Re,{}_{R}Re)}는 국소환이다.
- {\displaystyle eRe}는 국소환이다.

모든 국소 멱등원은 원시 멱등원이다.

## 예

### 멱등 함수
집합의 범주 {\displaystyle \operatorname {Set} }에서의 멱등 사상은 멱등 함수(영어: idempotent function)라고 한다. 즉, 집합 {\displaystyle X} 위의 함수 {\displaystyle e\colon X\to X}가 다음 조건을 만족시키면, {\displaystyle X} 위의 멱등 함수라고 한다.
- 임의의 {\displaystyle x\in X}에 대하여, {\displaystyle e(e(x))=e(x)}

멱등 함수 {\displaystyle e\colon X\to X}의 경우, 고정점 집합과 상이 일치한다.
{\displaystyle \{x\in X\colon x=e(x)\}=\{e(x)\colon x\in X\}}
또한, 이는 함자
{\displaystyle \operatorname {Split} (\operatorname {Set} )\to \operatorname {Set} }
{\displaystyle (X,e)\mapsto e(X)}
{\displaystyle (f\colon (X,e)\to (X',e'))\mapsto (f|_{e(X)}\colon e(X)\to e'(X'))}
를 이루며, 이는 충실충만한 매장
{\displaystyle \operatorname {Set} \to \operatorname {Split} (\operatorname {Set} )}
{\displaystyle X\mapsto (X,\operatorname {id} _{X})}
{\displaystyle f\mapsto f}
의 오른쪽 수반 함자를 이룬다.
멱등 함수의 예로서 다음을 들 수 있다.
- 위상 공간 {\displaystyle X}에 대하여, 폐포 {\displaystyle \operatorname {cl} \colon {\mathcal {P}}(X)\to {\mathcal {P}}(X)}는 멱등 함수이다. 그 상이자 고정점 집합은 닫힌집합들이다.
- 함수 {\displaystyle f\colon \mathbb {R} ^{n}\to \mathbb {R} ^{n}}가 {\displaystyle f(x_{1},\dots ,x_{n})=(x_{1}-(x_{1}+\cdots +x_{n})/n,\dots ,x_{n}-(x_{1}+\cdots +x_{n})/n)}으로 정의되었을 때, {\displaystyle f}는 멱등 함수이다. {\displaystyle f}의 상이자 고정점 집합은 산술 평균이 0인 원소들이다. 이는 분산의 정의에서 산술 평균 대신 제곱 평균을 사용하는 한 가지 동기가 된다.